# لينكولن ألموند
لينكولن ألموند (بالإنجليزية: Lincoln Almond)‏ هو محامي أمريكي، ولد في 16 يونيو 1936 في بوتكيت في الولايات المتحدة.

## وصلات خارجية
- لينكولن ألموند على موقع إن إن دي بي (الإنجليزية)